# 2017年亞洲冬季運動會冬季兩項比賽
2017年亞洲冬季運動會冬季兩項比賽於2月23日至26日在日本札幌西岡冬季兩項體育場舉行。

## 奖牌榜
| 排名 | 国家／地区 | 金牌 | 银牌 | 铜牌 | 總數 |
| ---- | ---------- | ---- | ---- | ---- | ---- |
| 1    |            | 6    | 4    | 2    | 12   |
| 2    | 日本       | 1    | 0    | 4    | 5    |
| 3    | 中国       | 0    | 3    | 0    | 3    |
| 4    | 韩国       | 0    | 0    | 1    | 1    |
| 总计 | 总计       | 7    | 7    | 7    | 21   |

## 奖牌得主

### 男子
| 项目           | 金牌                    | 金牌    | 银牌                          | 银牌    | 铜牌                       | 铜牌    |
| 10公里竞速     | Yan Savitskiy · （KAZ） | 26:59.2 | Vassiliy Podkorytov · （KAZ） | 27:14.2 | 立崎干人 · 日本（JPN）     | 27:19.4 |
| 12.5公里追逐   | 立崎干人 · 日本（JPN）  | 38:47.2 | Yan Savitskiy · （KAZ）       | 38:53.0 | Kim Yong-gyu · 韩国（KOR） | 39:58.7 |
| 15公里集体出发 | Yan Savitskiy · （KAZ） | 44:12.2 | 王文强 · 中国（CHN）          | 44:54.1 | 尾崎光辅 · 日本（JPN）     | 45:11.5 |

### 女子
| 项目             | 金牌                          | 金牌    | 银牌                    | 银牌    | 铜牌                      | 铜牌    |
| 7.5公里竞速      | Galina Vishnevskaya · （KAZ） | 20:32.6 | 张岩 · 中国（CHN）      | 20:56.8 | Alina Raikova · （KAZ）   | 21:23.2 |
| 10公里追逐       | Galina Vishnevskaya · （KAZ） | 35:03.1 | 张岩 · 中国（CHN）      | 36:20.6 | Darya Ussanova · （KAZ）  | 36:42.4 |
| 12.5公里集体出发 | Galina Vishnevskaya · （KAZ） | 39:26.6 | Alina Raikova · （KAZ） | 40:11.0 | 立崎芙由子 · 日本（JPN）* | 41:25.4 |

### 混合
| 项目                              | 金牌                                                                         | 金牌      | 银牌                                                                          | 银牌      | 铜牌                                                      | 铜牌      |
| 女子2×6公里接力+男子2×7.5公里接力 | （KAZ） · Galina Vishnevskaya · Darya Ussanova · Maxim Braun · Yan Savitskiy | 1:15:40.3 | （KAZ） · Alina Raikova · Anna Kistanova · Vassiliy Podkorytov · Anton Pantov | 1:15:54.5 | 日本（JPN） · 立崎芙由子 · 田中友理惠 · 立崎干人 · 枋木司 | 1:18:25.1 |

* 根据亚洲奥林匹克理事会的规定，一个代表团不能在单届亚洲冬季运动会的同一个小项上包揽全部三枚奖牌，因此日本选手立崎芙由子虽在女子12.5公里集体出发项目上仅次于三名哈萨克斯坦选手排名第四，仍获得一枚铜牌。

## 參賽代表團
共有9個代表團派員參賽。澳洲是受邀國家，不會頒發任何獎牌。
- （4）
- 中国（9）
- 中华台北（1）
- 日本（12）
- （8）
- （4）
- 蒙古（5）
- 韩国（8）